# Arne Næss

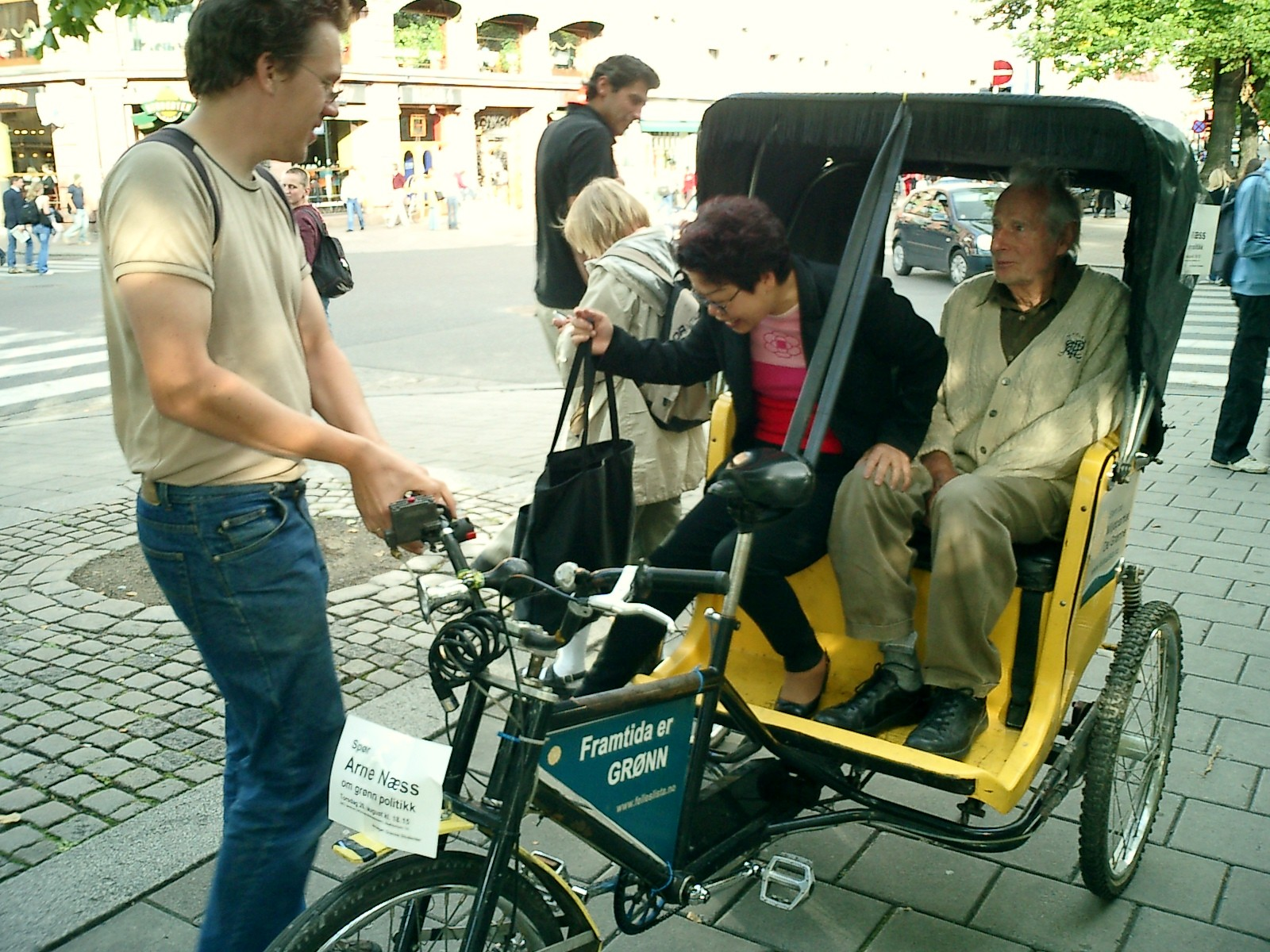
Arne Næss (2003, rechts)

Arne Dekke Eide Næss (* 27. Januar 1912 in Slemdal bei Oslo; † 12. Januar 2009 in Oslo) war ein norwegischer Philosoph, der durch seine Lehrbücher in Logik, Methodologie und Philosophiegeschichte dazu beitrug, der Philosophie eine Schlüsselstellung im akademischen und intellektuellen Leben im Norwegen der Nachkriegszeit zu geben. Er wird zu den Begründern der Tiefenökologie („Deep Ecology“) und der so genannten Oslo-Schule gezählt.
Arne Næss lehrte unter anderem in Bali, Beijing, Berkeley, Bukarest, Kanton, Chengdu, Devon, Dubrovnik, Hangzhou, Helsinki, Hongkong, Japan, Jerusalem, London, Melbourne, Reykjavík, Santa Cruz, Taiwan, Tromsø, Vancouver und Warschau.

## Biographie
Arne Næss war mit 21 Jahren einer der jüngsten Magister Norwegens. Drei Jahre später promovierte er mit der Abhandlung Erkenntnis und wissenschaftliches Verhalten zum Doktor der Philosophie. 1939, mit 27 Jahren, wurde er an der Universität Oslo als Professor angestellt, was er bis 1970 blieb.
Arne Næss engagierte sich besonders in den Jahren 1940–1955 in der Friedensbewegung. 1948/49 leitete er in Paris ein UNESCO-Projekt zum Ost-West-Konflikt.

Der Philosoph hatte auch einen Namen als Bergsteiger und nahm 1950 unter anderem an der Erstbesteigung des Tirich Mir im Hindukusch teil.

In Europa war Næss als Anhänger „grüner Politik“ bekannt. Seit 1970 engagierte er sich in „The Deep Ecology Movement“. Als Begründer der Tiefenökologie wurde Næss 1997 zum Ehrenmitglied der Umwelt- bzw. Grünen Partei Norwegens (Miljøpartiet De Grønne) ernannt, die er mit seinen tiefenökologischen Ansätzen nicht nur dort, sondern u. a. auch in Taiwan und Chile mitgeformt hatte. Seit der Parteigründung im Jahr 1987 hatte er auf den Wahllisten der Partei zu Kommunal- und Parlamentswahlen einen Ehrenplatz.
In den Jahren vor seinem Tod war Arne Næss damit beschäftigt, den Menschen seine Philosophie zu vermitteln, unter anderem durch mehrere Bucheditionen in Zusammenarbeit mit Inga Bostad. Im Jahr 2005 wurde Næss wegen seines gesellschaftsdienlichen Engagements zum „Kommandanten mit Stern“ („Kommandør med stjerne“) des Königlichen Sankt-Olav-Ordens ernannt. Nach eigener Aussage fühlte er sich zumeist noch immer wie ein Kind und drückte oft aus, dass er es als wichtig erachte, den Kontakt mit dem Kind in sich selbst nicht zu verlieren.

## Philosophie
Als Philosoph gehörte Arne Næss der neopositivistischen Tradition an, und zwar sowohl als deren Sprecher als auch als deren Kritiker. Neopositivismus oder Logischer Empirismus wurde zunächst als theoretisches Programm der Zwischenkriegszeit durch den so genannten Wiener Kreis geformt, mit dem Næss während seines Aufenthalts in Wien in der Mitte der 1930er Jahre Kontakt hatte. In seiner Variante erhielt der Neopositivismus teils eine wissenschaftsphilosophische sowie teils auch eine sprachphilosophische Gestalt.
In seiner Doktorarbeit Erkenntnis und wissenschaftliches Verhalten von 1936 versuchte Næss eine theoretische Begründung für den positivistischen Grundgedanken zu formulieren, dass lediglich eine Form der Erkenntnis der Wirklichkeit existiert, nämlich die wissenschaftliche, und dass es nur eine Form von Wissensschaffung gibt, nämlich die naturwissenschaftliche. Alle anderen Formen von Erkenntnis, traditionelle Philosophie, Kunst oder Religion verwarf er als Metaphysik. In späteren Schriften, unter anderem Notes on the Foundation of Psychology as a Science (‚Anmerkungen über die Psychologie als Wissenschaft‘) von 1948, führte Næss diese Position näher aus.
Seit den 1960er Jahren war er mehr und mehr an den problematischen Seiten des positivistischen Programms über „Einheitswissenschaften“ interessiert. In seiner Arbeit Pluralist and Possibilist Aspect of the Scientific Enterprise (‚Pluralistischer und possibilistischer Aspekt der wissenschaftlichen Betätigung‘) von 1972 wurde Positivismus schließlich durch Pluralismus ersetzt. Die Parole war nicht länger „Einheitswissenschaft“, sondern „Theorievielfalt“. Zu jeder Zeit kann und soll eine Reihe von konkurrierenden und miteinander unvereinbaren wissenschaftlichen Theorien vorhanden sein, über die gesagt werden kann, dass sie in Übereinstimmung mit der „Wirklichkeit“ seien. Während Næss früher die objektive und positivistische Wissenschaft als ein wichtiges Werkzeug gegen die Ausbreitung einer totalitären Politik betrachtete, ist diese Wissenschaft seiner Ansicht nach nun ebenfalls ein Teil der herrschenden Ideologie geworden.

## Sprachphilosophie – Die empirische Semantik
Arne Næss’ Sprachphilosophie, Die empirische Semantik, wurde bereits 1938 in der Untersuchung Truth as conceived by those who are not Professional Philosophers vorgestellt. Das stellte einen Versuch dar, das traditionelle philosophische Problem der Wahrheit zu lösen, indem man untersucht, was die Menschen unter dem Begriff „Wahrheit“ verstehen. Sein sprachphilosophisches Hauptwerk ist Interpretation und Präzisierung von 1953, dessen Interpretations- und Präzisierungslehre in der veröffentlichten Ausgabe En del elementære logiske emner (deutscher Titel: Kommunikation und Argumentation) zum obligatorischen Stoff für Studenten wurde, die sich auf die Grundlagenprüfungen in Philosophie an den norwegischen Universitäten vorbereiteten. Næss’ empirische Semantik hatte dadurch großen Einfluss auf die intellektuelle Denkweise der norwegischen Nachkriegszeit, hatte aber weit weniger philosophische Bedeutung als seine wissenschaftstheoretischen Untersuchungen.

## Arne Næss’ Normen für eine sachliche Diskussion
Besondere Bedeutung ist Arne Næss’ Ausarbeitung von sechs Normen für eine sachliche Diskussion beizumessen. Diese Normen gingen in den Philosophieunterricht ein und sollen im Folgenden vorgestellt werden. (Die Übersetzung wurde von Armin von Stechow übernommen, der das Buch En del elementære logiske emner in die deutsche Version Kommunikation und Argumentation übersetzt hat.)
Sechs Normen für eine sachliche Diskussion
A. Gegen tendenziöses Drumherumgerede
Ausgangsformulierung: Halte dich an die Sache. Diese Norm ist verletzt, wenn: (1) Ein Beitrag als Argument betrachtet zu wenig Relevanz hat, oder er ist, als isolierte Behauptung betrachtet, zu wenig haltbar, als dass er einen Standpunkt zum Thema, um das es in der Diskussion geht, stützen oder schwächen könnte. (2) Der Beitrag ist nicht dazu geeignet, Missverständnisse aufzuklären. (3) Der Beitrag ist geeignet, auf Zuhörer oder Leser so einzuwirken, dass diese mehr der einen Partei der Diskutanten zuneigen, der Beitrag hat also eine Tendenz.
Beispiele für die Verletzung dieser Norm: Personencharakteristika, Behauptungen über die Motive des Gegenübers, Ursachenerklärungen als Argumente.
B. Gegen tendenziöse Wiedergabe
Ausgangsformulierung: Eine Formulierung, deren Zweck es ist, in einer ernsthaften Diskussion einen Standpunkt wiederzugeben, muss neutral sein in Bezug auf jeden Streitpunkt.
Durch das Wort „Wiedergabe“ wird angedeutet, dass Standpunkte bereits im Voraus vorliegen, Die Norm betrifft somit nicht die erste Ausarbeitung eines Standpunktes. Sie ist besonders wichtig, wenn es um die Formulierung von Standpunkten unserer Gegner geht.
C. Gegen tendenziöse Mehrdeutigkeiten
Ausgangsformulierung: Ein Diskussionsbeitrag soll keine Mehrdeutigkeiten von einer Art aufweisen, welche bei den Zuhörern oder Lesern falsche Vorstellungen darüber erwecken könnte, wofür die Diskutanten einzustehen bereit sind.
Mehrdeutigkeiten führen dazu, dass Argumente der Kritik angepasst werden.
D. Gegen das Aufbauen von Buhmännern
Ausgangsformulierung: Unterstelle dem Gegner keine Standpunkte, für die er nicht eintritt. In anderen Worten, dem Standpunkt des Gegenübers ist kein Inhalt hinzuzufügen, für den dieser nicht einsteht. Die Verletzung dieser Norm besteht darin, dass die Wiedergabe der Standpunkte des Gegenübers in tendenziöser Weise vom Original abweicht.
E. Gegen tendenziöse Originaldarstellungen
Ausgangsformulierung: Eine Darstellung, ein Bericht oder eine Theorie sollte es vermeiden, dem Zuhörer oder Leser ein schiefes Bild zu vermitteln, das den Interessen der einen Partei auf Kosten der anderen dient. Das bedeutet, dass Informationen, die dargestellt werden, nicht unwahr und unvollständig sein dürfen und/oder es darf keine relevante Information zurückgehalten werden.
Diese Norm ist mit der Norm B verwandt.
F. Gegen tendenziöse Präparierung von Diskussionsbeiträgen
Ausgangsformulierung: Der Kontext oder äußere Umstände, die nichts mit der Sache zu tun haben, sollten neutral gehalten werden. Eine Äußerung in einer ernsthaften Diskussion ist eine Verletzung dieser Norm, wenn der Äußerungskontext oder die äußere Situation die Eigenschaft haben, den Einfluss der einen Partei zu stärken, ohne dass diese Einflüsse dem argumentativen Gehalt der Äußerungen zugeschrieben werden können.
Beispiele für Verletzungen dieser Norm: Ironie, Sarkasmus, Schimpfwörter, Übertreibungen und Drohungen.
Quelle: Arne D. Næss: Kommunikation und Argumentation. Eine Einführung in die angewandte Semantik. Script-Verlag, Kronberg 1975.

## Deep Ecology– Die Tiefenökologie
Arne Næss prägte den Begriff Deep Ecology (dt. Tiefenökologie) in einem 1973 erschienenen Artikel mit dem Titel The Shallow and the Deep. Long-Range Ecology Movements: A Summary. In dieser Vision nehmen wir alle die Umwelt als einen Teil von uns selbst wahr und betrachten sie in keiner Weise als Gegenspieler der Menschheit.
Seine persönliche Definition von „Deep Ecology“ formulierte er in einem Interview 1999 wie folgt:
Tiefenökologie – ich könnte sie auch „Grün“ nennen – die Grüne Bewegung ist eine Bewegung, in der man nicht nur Gutes für den Planeten im Interesse der Menschen tut, sondern auch im Interesse des Planeten selbst. Das heißt, man betrachtet den Globus als Einheit und spricht über die einzelnen Ökosysteme, man versucht, sie am Leben zu erhalten als ein Wert für sich. Das heißt, in deren eigenem Interesse, wie man Dinge für die eigenen Kinder oder für den eigenen Hund tut, ohne dabei an den Hund als ein Mittel für sein eigenes Vergnügen zu denken.
Tiefenökologie geht von dem philosophischen oder religiösen Standpunkt aus, der besagt, dass alle Lebewesen wertvoll sind und somit Schutz vor der Zerstörung durch Milliarden von Menschen benötigen. Das ist einer der fundamentalen Punkte. Andererseits würde ich sagen, dass Tiefenökologie oder die Grüne Bewegung eine Bewegung von Aktivisten ist oder bedeutet, aktiv inmitten seines Freundeskreises zu sein und am eigenen Arbeitsplatz. Und, sofern man Zeit hat, an Demonstrationen teilzunehmen. Man sollte dabei versuchen, keine Gesetze zu brechen, wenn es aber absolut notwendig ist und wenn alles Bisherige ohne Ergebnis geblieben ist, dann müssen wir auch das tun. Es ergibt sich also eine ganzheitliche Betrachtungsweise, das heißt, eine Betrachtung der Natur und der Beziehung der Menschheit zur Natur, die eine grundlegende Haltung und Freude an der Natur mit dem Verhalten in der Gesellschaft für die Natur vereint.
Viele Persönlichkeiten haben sich über diesen Ansatz Gedanken gemacht.
Thomas Berry zum Beispiel interpretiert die Tiefenökologie in seinem Essay The Viable Human wie folgt: Tiefenökologen stehen dafür, die Nutzung der natürlichen Ressourcen durch die Menschen unter Kontrolle zu stellen, außer sie dient der Befriedigung lebensnotwendiger Bedürfnisse.
So ist der Anbau von Getreide durch einen afrikanischen Stamm, um sein Überleben zu sichern, ein solches Bedürfnis, nicht aber die Umwandlung eines Sumpfes in einen exklusiven Golfplatz.

Es ist offensichtlich, dass unter dieser Betrachtungsweise ein großer Teil des Bergwesens, Erntewesens und der allgemeinen Entwicklung unseres Technologiezeitalters nicht den Anforderungen des Prinzips der lebensnotwendigen Bedürfnisbefriedigung entsprechen. Anstatt sich damit zu beschäftigen, die Automobilproduktion anzuheben oder Autobahnen, Straßen und Parkplätze zu bauen, ist diese Ethik daran interessiert, das Problem der Mobilität auf anderen Wegen zu lösen. Sie rebelliert gegen eine industrialisierte Weltanschauung, wie sie in einem Zitat von Peter Drucker ausgedrückt wird: „Bevor besessen und benutzt ist jede Pflanze Unkraut und jedes Mineral ist nur ein weiterer Stein.“
Samuel A. Trumbore beschreibt die Tiefenökologie von einem ökozentristischen Standpunkt. Statt des oberflächlichen Ansatzes, Umweltverschmutzung als ein Kontroll-, Unterbringungs- und Verteilungsproblem zu betrachten, um die Vergiftung der Menschen zu begrenzen, hinterfragt die Tiefenökologie die Herstellung von jeglichem giftigen Abfall überhaupt und bewertet deren Auswirkung auf die gesamte Biosphäre. Eine oberflächliche Vorgehensweise gegen sauren Regen wäre, widerstandsfähige Pflanzen anzubauen, anstatt den sauren Regen selbst zu eliminieren, um die originäre Flora und Fauna zu erhalten, etwa indem man die Wirtschaft weg von einer Abhängigkeit von fossilen Brennstoffen lenkt.
Die Tiefenökologie steht dafür, indigene Industrien sowie traditionelle Feldfrüchte und Technologien zu unterstützen, um die Zerstörung kultureller Regionen zu begrenzen, anstelle des heute angewandten Aufbaus einer Schwerindustrie in unterentwickelten Ländern, deren Exporte zu niedrigen Preisen in entwickelte Märkte gefördert werden.

## Arne Næss’ weitere Bedeutung für die Philosophie
Næss spielte eine entscheidende Rolle in der Etablierung einer neuen Gesellschaftsordnung in Norwegen nach dem Zweiten Weltkrieg. Mit seiner vielseitigen Orientierung, seinem theoretischen Scharfsinn und empirischen Interesse wurde er der selbstverständliche Mittelpunkt. Unter anderem leitete er das große UNESCO-Projekt „Democracy, Ideology and Objectivity“ im Jahr 1956, weiter gründete und leitete er Inquiry ab dem Jahr 1958, eine interdisziplinäre Zeitschrift für Philosophie und Gesellschaftstheorie.
Næss hat sich bei verschiedenen Gelegenheiten mit radikalen politischen Standpunkten hervorgetan. Im Jahr 1952 gab er zusammen mit Vilhelm Aubert, Harald Ofstad und Arild Haaland Tenk en gang til (frei übersetzt: „Denk nochmal nach“) heraus, einen pazifistischen Beitrag gegen Antikommunisten und Propaganda des Kalten Krieges. Er schrieb Analysen über Mahatma Gandhis Philosophie des gewaltlosen Widerstands, und seit den 1970er Jahren engagierte er sich in der Umweltbewegung sowie der Organisation „Fremtiden i våre hender“ („Die Zukunft in unseren Händen“). In diesem Zusammenhang steht auch sein Buch Økologi, samfunn og livsstil (‚Ökologie, Gesellschaft und Lebensstil‘) von 1976, das auf Deutsch unter dem Titel Die Zukunft in unseren Händen von David Rothenberg herausgegeben wurde.

## Kritik
Umstritten ist Næss wegen seiner Betonung der Bevölkerungspolitik und seines Postulats nach Reduzierung der Menschheit auf ein „vertretbares Mindestmaß“. Kritisch gesehen wird ferner Næss’ Kritik an vermeintlich zu liberalen Einwanderungskonzepten, der zufolge aufgrund der „in den reicheren Ländern […] gigantische[n] Pro-Kopf-Verschwendung […] jeder Einwanderer von einem armen in ein reiches Land ökologischen Streß“ schaffe. Es liege „auf der Hand, daß die Kinder der Einwanderer gleichermaßen das fatale Konsummuster der reichen Länder übernehmen und so weiterhin zur ökologischen Krise beitragen.“

## Auszeichnungen
- Sankt-Olav-Orden (Komtur mit Stern), 2005
- Årets Peer Gynt, 2004
- Natur- und Umweltpreis des Nordischen Rates, 2002
- Uggla Prize, Humanistiska Föreningen, Stockholm University, 2002
- Diploma and Medal from King Harald V of Norway for his contribution in the Intelligence Agency XU during the German occupation, 1998
- The Medal of the Presidency of the Italian Republic, Italy 1998
- Svenska Akademiens nordiska pris, 1996
- The Mountain Tradition Award (Fjellskikkspris) by the Red Cross, Oslo 1996
- The Mahatma Gandhi Prize for Non-violent Peace, Oslo 1994
- Fridtjof Nansen’s Award (Fridtjof Nansen Foundation for the promotion of Science), 1983
- Sonning-Preis, Dänemark 1977

Ehrendoktorate
- The Norwegian National University of Sports and Physical Education (1995)
- Universität Stockholm (1972)

Ehrenmitgliedschaften
- The Norwegian Alpine Club (2002)
- Den Norske Turistforening (2002)

## Bibliographie
Arne Næss schrieb etwa 30 Bücher und zahlreiche Artikel.
- Die Zukunft in unseren Händen: Eine tiefenökologische Philosophie (Edition Trickster, 2013); ISBN 978-3-7795-0376-7
- The Selected Works of Arne Næss (SWAN) 10 Bände (2005)
- Life’s philosophy: Reason and feeling in a deeper world (2002). (Originaltitel: Livsfilosofi: et personlig bidrag om følelser og fornuft, 1998)
- Inn i filosofi (2002)
- Mental Håndbak: a series of conversations with Norwegian children between the ages of 7-17 (2002)
- Filosofiens historie (2001)
- Gandhi, Natur och Kultur (2000)
- Livsfilosofi, Natur och Kultur (2000)
- Det Frie Mennesket - en innføring i Spinozas filosofi (1999)
- Hallingskarvet: The father of the good, long life (1995). (Originaltitel: Hallingskarvet: det gode, lange livs far)
- Ecology, Community and Lifestyle (1989) ISBN 3-7626-5715-7
- Freedom, Emotion and Self-subsistence (1975)
- Økologi, samfunn og livsstil (1974)
- Gandhi and Group Conflict (1974)
- The Pluralist and Possibilist Aspect of the Scientific Enterprise (1972)
- Scepticism (1969)
- Four modern philosophers (1968)
- Communication and Argument (1966) (Originaltitel: En del elementære logiske emner)
- Symbolic Logic (1961)
- Democracy, Ideology and Objectivity (1956)
- Filosofiens historie (1953)
- En del elementære logiske emner (1. Ausgabe 1947) (deutsch: Kommunikation und Argumentation. Eine Einführung in die angewandte Semantik, Cornelsen, Kronberg 1975, ISBN 3-589-20047-2)
- Truth as conceived by those who are not professional philosophers (1938)
- Erkenntnis und wissenschaftliches Verhalten (Oslo: Norske Videnskaps-Akademi, 1936)